# Bošovice
Bošovice (deutsch Boschowitz) ist eine Gemeinde in Tschechien. Sie liegt sieben Kilometer nördlich von Klobouky u Brna und gehört zum Okres Vyškov.

## Geographie

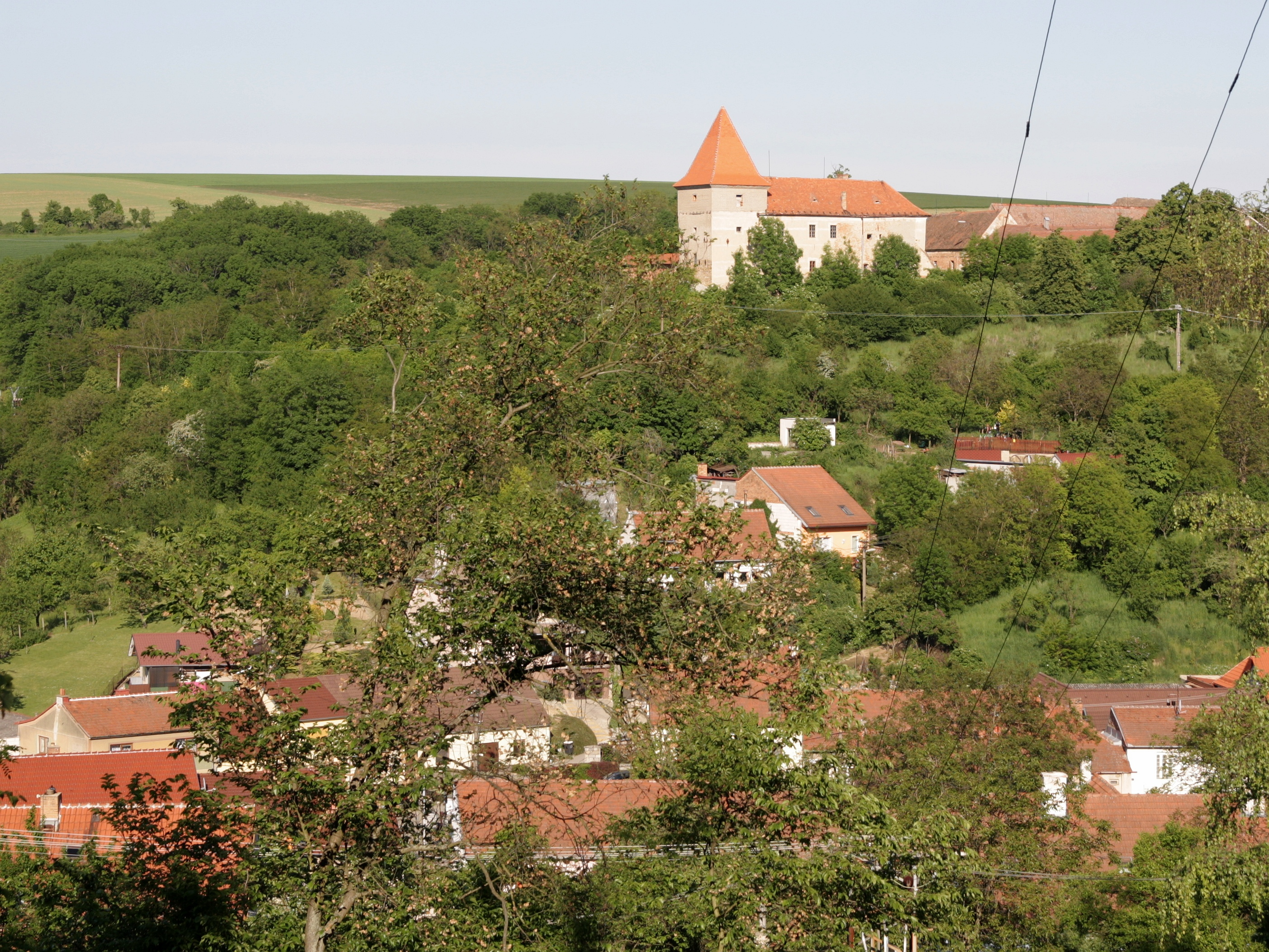
Bošovice (Mai 2016)

Bošovice befindet sich in den nordwestlichen Ausläufern des Ždánický les am Rande des gleichnamigen Naturparks. Das Dorf erstreckt sich in der Quellmulde des Baches Bošovický potok. Nördlich erheben sich die Ridiny (327 m), im Osten die Novosady (350 m), südlich die Randla bzw. Vysoká (Randlerberg, 365 m) und im Westen die Vinohrady (339 m).
Nachbarorte sind Lovčičky im Norden, Zdravá Voda im Nordosten, Svatá, Uhřice und Dambořice im Osten, Velké Hostěrádky im Südosten, Časkovec und Martinice im Süden, Borkovany und Těšany im Südwesten, Moutnice, Šinkovický Dvůr und Nesvačilka im Westen sowie Šaratský Dvůr, Žatčany, Újezd u Brna und Otnice im Nordwesten.

## Geschichte
Die erste urkundliche Erwähnung des zur Brünner Peterskirche gehörigen Dorfes Bogusouici erfolgte im Jahre 1141 im Besitzverzeichnis des Bistums Olmütz durch Bischof Heinrich Zdik. Zu Beginn des 13. Jahrhunderts gehörten die Güter Vilém von Dambořice. Im Jahre 1298 erfolgte erstmals die Erwähnung einer Befestigungsanlage auf dem Kopec, später wurde auf der rechtsseitig über dem gelegenen Landzunge eine Feste als Herrschaftssitz errichtet. Weitere Besitzer von Bošovice waren im 14. Jahrhundert die Herren von Kunstadt und zum Ende desselben die Herren von Cimburg. Die erste Erwähnung der Pfarre erfolgte im Jahre 1365. Drei Jahre später wurde der Pfarrer in einem Streit mit dem Olmützer Kapitel durch Wilhelm von Kunstadt vertreten. Im 15. Jahrhundert lösten sich Geschlechter von Pačlavice, von Doubravice und Zajíc von Valdek als Grundherren ab. 1481 wurde Aleš von Polanka und Okarec in der Landtafel als Besitzer des Hofes Bošovice eingetragen. Seine Nachfahren, die sich Bošovský von Polanka (Bošovští z Polanky) nannten, hielten die Güter bis 1574. Im selben Jahre wurde Bošovice zum Städtchen erhoben. Den Bošovský folgten als Grundherren die Mouřínovký von Mezilesice und die Palastaj von Kasejov.
Die Besitzer der Herrschaft waren seit dem 15. Jahrhundert durchweg Utraquisten und die Pfarre wurde in dieser Zeit ebenfalls mit protestantischen Pfarrern besetzt. Nach der Schlacht am Weißen Berg erlosch die Pfarre im Jahre 1622 und Bošovice wurde nach Otnice eingepfarrt. Im Jahre 1627 kaufte Maximilian I. von Liechtenstein Bošovice und schlug die Güter seiner Herrschaft Ždánice zu. 1671 wurde in Bošovice wieder eine katholische Pfarre eingerichtet.
Nach der Aufhebung der Patrimonialherrschaften bildete Bošovice / Boschowitz ab 1850 eine Marktgemeinde in der Bezirkshauptmannschaft Auspitz. 1925 kaufte der Pächter František Skopalík die Feste mit den zugehörigen Wirtschaftsgebäuden von den Fürsten von Liechtenstein. Im Jahre 1930 lebten in Bošovice 1207 Menschen.
1948 verlor Bošovice seinen Staus als Městys. Zwischen 1949 und 1960 gehörte die Gemeinde zum Okres Slavkov und wurde nach dessen Aufhebung dem Okres Vyškov zugeordnet.

## Gemeindegliederung
Für die Gemeinde Bošovice sind keine Ortsteile ausgewiesen.

## Wappen
Das Wappen zeigt ein Rebmesser und Weinbeeren, denn die Gemeinde lebte früher vom Weinbau.

## Sehenswürdigkeiten
- Pfarrkirche des hl. Stanislaus, auf einem Hügel am Dorfplatz gegenüber der Feste. Der ehemals gotische Bau ist seit dem 14. Jahrhundert schriftlich nachweisbar. Zum Ende des 18. Jahrhunderts wurde an das Schiff die Kapelle der Bauenheiligen Isidor und Wendelin angebaut. 1851 erfolgte der Anbau des Kirchturmes
- Feste Bošovice, gegenüber der Kirche auf einem Hügel am Dorfplatz. Die erste schriftliche Erwähnung erfolgte im Jahre 1298 als cum loco munitione dicto Kopec. Im Jahre 1991 erhielt die Familie Skopalík das Bauwerk in Restitution zurück.
- evangelischer Glockenturm, errichtet 1857
- Naturdenkmal Wiesgrunty, auch Visengrunty, ehemalige Weiden und Obstgärten am Westhang der Randla, einen Kilometer südwestlich des Dorfes, geschützt seit 1982
- drei Wegekreuze
- Gedenkstein für Prinz Jean
- Naturpark Ždánický les

## Söhne und Töchter der Gemeinde
- Adolf Oborny (1840–1924), Botaniker und Professor
- Karel Kulhánek (1925–1994), katholischer Theologe und Professor